# Jean-Baptiste Marcaggi
Pour les articles homonymes, voir Marcaggi.
 (août 2013).
Si vous disposez d'ouvrages ou d'articles de référence ou si vous connaissez des sites web de qualité traitant du thème abordé ici, merci de compléter l'article en donnant les références utiles à sa vérifiabilité et en les liant à la section « Notes et références ».
Jean-Baptiste Marcaggi est un historien et écrivain français, né le 12 septembre 1866 à Ajaccio, mort le 30 janvier 1933,. Il reste réputé en Corse, et a notamment écrit une biographie sur la jeunesse de Napoléon Bonaparte.

## Biographie
Historien, journaliste, romancier, auteur de pièces de théâtre, Jean-Baptiste Marcaggi était un écrivain polyvalent. Une rue porte son nom à Ajaccio. Il a écrit une biographie sur la jeunesse de Napoléon Bonaparte, qui plus d’un siècle après sa parution fait encore référence[réf. nécessaire]. 
Il a été directeur de la Bibliothèque d'Ajaccio de 1897 à 1910, et de 1921 à 1933. Durant cette période, il rédigea plusieurs articles sur la Corse dans le journal Le Temps.

## Publications

### Romans
- Jean-Baptiste Marcaggi, Fleuve de Sang: histoire d'une vendetta corse, Ajaccio, Jean Rombaldi, 1925
- Jean-Baptiste Marcaggi, Mer belle aux îles Sanguinaires, Ajaccio, Jean Rombaldi, 1925

### Biographies
- Jean-Baptiste Marcaggi, Le berceau de Napoléon, Ajaccio, Jean Rombaldi, 1902

- Jean-Baptiste Marcaggi, La Genèse de Napoléon, sa formation intellectuelle et morale jusqu'au siège de Toulon, Paris, Perrin, 1921

### Divers
- Jean-Baptiste Marcaggi, Bandits corses d'hier et d'aujourd'hui, Ajaccio, Jean Rombaldi, 1932
- Jean-Baptiste Marcaggi, Les chants de la mort et de la vendetta de la Corse, Paris,  Librairie Académique Didier Perrin et Cie, 1898